# Conversor a Oxigênio (Forno BOF)
O forno BOF, também conhecido como conversor a oxigênio ou processo LD (Linz-Donawitz), é uma das tecnologias mais importantes na siderurgia moderna. Este forno, de formato cilíndrico e revestido com material refratário, opera em uma posição inclinada e pode girar em torno de um eixo horizontal . A principal inovação do BOF é a utilização de oxigênio puro para refinar o aço, substituindo processos mais antigos que utilizavam ar para oxidar impurezas .
O processo BOF começa com o carregamento do forno, composto por ferro-gusa e sucata metálica. O forno é carregado com essas matérias-primas e, em seguida, uma lança metálica de oxigênio resfriada a água é inserida no interior do forno . O oxigênio puro, que pode ter entre 95% e 99,5% de pureza, é injetado através da lança em alta pressão. O objetivo principal é oxidar os elementos indesejados presentes no ferro-gusa, como carbono, silício, manganês, fósforo e enxofre, transformando-os em óxidos que se tornam parte da escória .
Durante o sopro de oxigênio, o carbono do ferro-gusa é oxidado a monóxido de carbono (CO) e dióxido de carbono (CO₂), que são liberados como gases . O silício é oxidado para formar óxido de silício (SiO₂), enquanto o manganês e o fósforo são removidos na forma de óxidos também incorporados à escória. Essa escória, uma mistura líquida de óxidos e fundentes, flutua sobre o aço fundido e é removida ao final do processo .
A operação do BOF é caracterizada por reações altamente exotérmicas, o que significa que o processo libera muito calor, elevando a temperatura do banho de aço a níveis de até 1635°C . Essa alta temperatura é essencial para garantir a eficiência das reações químicas e a fluidez da escória. O controle preciso da temperatura e da composição química do aço é realizado através de ajustes na quantidade de oxigênio soprado e nas adições de fundentes e outros reagentes .
No entanto, o processo BOF não está isento de desafios ambientais. A oxidação intensiva de elementos, principalmente do carbono, gera grandes quantidades de gases poluentes como o CO₂ e outros óxidos que precisam ser controlados . Além disso, a gestão da escória e gases residuais exige sistemas de tratamento que reduzam o impacto ambiental. Portanto, a indústria siderúrgica investe em tecnologias de controle de emissões para reduzir a poluição e cumprir as regulamentações ambientais .
Historicamente, o conceito de utilização do oxigênio para refinar o ferro foi sugerido por Henry Bessemer, mas o processo só ganhou viabilidade econômica após a Segunda Guerra Mundial, quando o custo de produção de oxigênio caiu significativamente . O primeiro conversor BOF foi instalado em Linz, na Áustria, em 1952. A tecnologia se espalhou rapidamente e, no Brasil, a Companhia Siderúrgica Belgo Mineira implementou o processo em 1957, seguida por outras usinas em Belo Horizonte e Ipatinga, consolidando, assim, o papel do BOF na indústria siderúrgica nacional .
O processo BOF continua evoluindo, com melhorias constantes em eficiência e capacidade . As usinas modernas são capazes de operar conversores com capacidades superiores a 100 toneladas e integrar sistemas informatizados para o devido controle das condições do processo, melhorando a qualidade do aço produzido e a eficiência operacional .